# Phaonia lucidula
Phaonia lucidula är en tvåvingeart som beskrevs av Fang och Fan 1993. Phaonia lucidula ingår i släktet Phaonia och familjen husflugor.
Artens utbredningsområde är Sichuan (Kina). Inga underarter finns listade i Catalogue of Life.